# Вживання алкоголю молоддю у Сполучених Штатах Америки
Вживання алкоголю молоддю у Сполучених Штатах Америки — це загальний правилом  вживати алкоголь можуть особи, що досягнули віку повноліття (18 років). У свою чергу, у більшості штатів встановлено додаткове обмеження на придбання алкоголю особами до 21 року. Деякі штати повністю забороняють вживання алкоголю особам до 18 років, але в більшості є винятки, які дозволяють вживати алкоголь, але не купувати.
Розпивання алкоголю неповнолітніми відбувається в основному за зачиненими дверима. Як правило, неповнолітні люди, які п’ють, приховують своє споживання алкоголю, швидко випиваючи перед виходом на вулицю або перед вечіркою.
Ті, хто виступає проти повної заборони вживання алкоголю неповнолітніми, стверджують, що важливо знайомити неповнолітніх з алкоголем у контрольованому середовищі, щоб замість експериментів відбувався нагляд і керівництво. Деякі батьки готові давати своїм дітям алкоголь, якщо вони вживають його в контрольованому середовищі. Давати алкоголь своїм дітям дозволено в 31 штаті, тоді як давати його дітям інших людей заборонено у всіх п’ятдесяти штатах.

## Вік з якого можна купувати (вживати) алкоголь: історичний розвиток
Більшість штатів визначили, що вживання алкоголю особам до 21 року заборонено, але 26-та поправка до Конституції США дозволяла своїм громадянам, які досягли 18-річого віку голосувати та служити у В’єтнамі, тому кілька штатів знизили вік для вживання алкоголю. Однак президент США Рональд Рейган вирішив на федеральному рівні встановити вік для вживання алкогольних напоїв, підписавши Національний закон про мінімальний вік вживання алкогольних напоїв у 1984 році. Він вважав, що це зменшить кількість аварій, пов’язаних з керуванням у нетверезому стані. Рейган сказав, що кожен штат повинен прийняти закон для підвищення віку вживання алкоголю. У 2007 році дебати щодо віку вживання алкогольних напоїв у Сполучених Штатах були відновлені, коли некомерційна організація «Вибір відповідальності» почала пропагувати зниження мінімального дозволеного віку вживання алкоголю у поєднанні з освітою та правилами, покликаними переконати людей відповідально вживати алкоголь до досягнення ними повноліття. Перш ніж мати право купувати, володіти та вживати алкоголь, необхідно повністю пройти курс навчання, і кожен підліток повинен скласти іспит, перш ніж отримати ліцензію.
У 2008 році президенти понад 100 коледжів і університетів США запустили Аметистову ініціативу, яка закликає до перегляду встановленого законом віку вживання алкоголю в США. Дослідження показали,  що 77% населення старше 18 років виступають проти зниження віку для вживання алкоголю.

## Профілактичні програми
За словами Френсіс М. Хардінг з Управління з питань зловживання психоактивними речовинами та психічного здоров'я (SAMHSA), основною метою профілактичних програм є зміна соціальних норм.

### Короткий скринінг на алкоголь для студентів коледжу
Програма «Короткий скринінг на алкоголь для студентів коледжу» (BASICS) складається з короткого опитування серед студентів та однієї або двох консультацій.

### "Говори. Вони тебе чують"
Управління з питань зловживання психоактивними речовинами та психічного здоров'я запустило кампанію «Говоріть. Вони вас чують», яка залучала мобільний застосунок, щоб допомогти батькам розмовляти з дітьми щодо вживання алкоголю.

## Мотивації
Підсумовуючи мотиви вживання алкоголю неповнолітніми, можна сказати, що культурні норми дозволяють вживання алкоголю неповнолітніми. Дозволений вік вживання алкоголю встановлено на рівні 21 року, а вживання алкоголю у віці 18 років або при вступі до коледжу є культурно прийнятною межею. Цей культурний дозвіл є основною причиною, через яку багато студентів коледжів ігнорують закони, що стосуються вживання алкоголю. Часто, якщо не завжди, світські зустрічі зосереджені на випивці. Алкогольне сп’яніння дає змогу сором’язливим студентам відчувати себе сміливіше. Багато є сімей, де батьки розпивають алкогольні напої і дають ці напої своїм дітям. Дослідження 2005 року показало, що 26% дорослих вважають нормальним явище, коли діти вживають алкоголь в їхній присутності. Ті, хто виступає за зниження мінімального віку вживання алкоголю, переконані, що замість суворого вікового обмеження закони мають бути більш поступовими з такими пропозиціями, як отримання ліцензії на вживання алкоголю, або впровадження законів, які обмежують тип алкоголю або умови, за яких вони можуть вживатися.
Тим не менш, ті, хто виступає за збереження і навіть посилення чинних законів про вживання алкоголю, наводячи минулі приклади, стверджують, що травми та смерті, пов’язані з вживанням алкоголю, зараз досить серйозні. Вони також стверджують, що ініціативи щодо поступового впровадження законів про вживання алкоголю або освітніх програм є нереалістичними.

## Статистика
Незважаючи на те, що рівень вживання алкоголю серед неповнолітніх залишається значним, урядові, університетські та національні статистичні дані підтвердили, що вживання алкоголю та пияцтво серед старшокласників усе ж знижувалося протягом останніх трьох десятиліть і продовжує знижуватися щорічно. Згідно з дослідженням Управління з питань зловживання психоактивними речовинами та психічного здоров'я Сполучених Штатів, у якому взяли участь 30 000 молодих людей у віці від 12 до 20 років, у період з 2002 по 2013 рік відсоток неповнолітніх, які п’ють, зменшився з 28,8% до 22,7%. Частка неповнолітніх людей, які вживають алкоголь, скоротилася на 19,3% до 14,2%. У грудні 2014 року дослідження, проведене Університетом Мічигану, також виявило, що 75% старшокласників не схвалювали надмірне вживання алкоголю у вихідні дні. Тим не менш, алкоголь усе ще залишався улюбленою речовиною серед американської молоді, а потім тютюн і незаконні наркотики.

## Доступ до алкоголю
Опитування понад 6000 підлітків показало:
- Підлітки та молоді люди зазвичай отримують алкоголь від людей старше 21 року. Другим джерелом постачання є хтось інший віком до 21 року, а третім за поширеністю джерелом — є покупка його в магазині, барі чи ресторані (незважаючи на те, що такі продажі є проти закону).
- У 12-му класі хлопчики частіше за дівчат купували алкоголь у магазині, барі чи ресторані.
- Підлітки, із сімей з вищими доходами частіше купують алкоголь у магазині, барі чи ресторані.
- Легко отримати алкоголь на вечірці та від братів і сестер або інших осіб віком від 21 року.[15]

Наскільки легко молоді купити алкоголь?
- Коли молодь намагалася купити пиво без посвідчення особи в алкогольних, продуктових або цілодобових магазинах, то в 47–52% випадках пиво було продано.
- Коли молодь намагалися купити пиво без посвідчення особи в барах або ресторанах, то 50% спроб закінчувалися продажем покупцеві.
- Коли молодь намагалися купити пиво без посвідчення особи на громадських фестивалях, то 50% спроб закінчувалися продажем покупцеві.[15]